# (15122) 2000 EE17
A (15122) 2000 EE17 a Naprendszer kisbolygóövében található aszteroida. A LINEAR projekt keretében fedezték fel 2000. március 3-án.